# Akoustic Band: Alive
Akoustic Band: Alive är ett musikalbum från 1991 med den amerikanska jazzgruppen Chick Corea Akoustic Band.

## Låtlista
1. On Green Dolphin Street (Bronislaw Kaper/Ned Washington) – 9:15
2. How Deep is the Ocean? (Irving Berlin) – 11:40
3. Humpty Dumpty (Chick Corea) – 8:51
4. Sophisticated Lady (Duke Ellington/Irving Mills/Mitchell Parish) – 6:59
5. U.M.M.G. (Billy Strayhorn) – 5:30
6. 'Round Midnight (Thelonious Monk/Cootie Williams/Bernie Hanighen) – 8:39
7. Hackensack (Thelonious Monk) – 2:41
8. Morning Sprite (Chick Corea) – 10:15

## Medverkande
- Chick Corea – piano
- John Patitucci – bas
- Dave Weckl – trummor